# Orión Fútbol Club
El Orión F.C. es un club de fútbol de Costa Rica, de la localidad de Cartago. Fue fundado en 1926, y fue uno de los clubes importantes del país desde los años treinta hasta la década de los sesenta, cuando descendió a Segunda División y en el 2011 volvió a formar parte de la Primera División hasta el torneo de Verano 2012, año donde desciende a la Segunda División. Para julio de 2024 vuelve a estar en LINAFA o llamada también Segunda B del fútbol costarricense.
El Orión F.C es el sexto equipo en la historia del fútbol costarricense en cuanto a obtención de títulos (dos campeonatos y siete subcampeonatos), desde que se inició oficialmente el fútbol organizado en el año 1921. Jugó 38 torneos en la Primera División desde su debut en 1930 y hasta su descenso en 1957, de 1959 a 1968 y dos temporadas en 2011 y 2012.
Actualmente el equipo está adscrito al Comité Comunal de Deportes de La Pitahaya de Cartago desde 2012.
Han sido muchas las sedes del equipo de la constelación y muchas las alianzas que le han permitido mantenerse vigente durante más de 90 años entre los nombres utilizados y las alianzas forjadas a lo largo de los años resaltan Orión Futbol Club, Orión S.A., Deportivo Orión, Orión de Guadalupe, Periféricos Orión, Unión Deportiva Tibás-Orión, Orión FC-Desamparados, Orión FC-La Pitahaya.

## Historia
El Orión F.C. fue fundado el 26 de junio de 1926 y dos años más tarde, exactamente el 29 de abril de 1928 le gana 8 goles a 1 al América F.C y fue monarca de la tercera división.
Ya para 1929 campeonizó de forma brillante en segunda división y ascendió a la primera liga del fútbol costarricense.
En 1938 Orión F.C. ganó el torneo de copa, y consiguió su primer cetro de primera división tras vencer a Liga Deportiva Alajuelense, y en 1944 (invicto) repitió título ante el mismo rival. En ambos casos no hubo la necesidad de jugar una final y los ganó al sumar más puntos en el torneo. Obtuvo seis subcampeonatos, en 1931 (Herediano), 1940 (Cartaginés), 1945 (Alajuelense), 1949 (Alajuelense), 1951 (Herediano), y en 1964 ante el Deportivo Saprissa F.C. A partir de entonces, Orión F.C. no volvió a figurar en el cuadro de honor. 
Luego de años de brega viene su primera gran crisis en 1947 cuando muchos jugadores se fueron del cuadro de la Constelación por desacuerdos con la junta directiva, muchos de ellos emigraron a La Libertad dejando al Orión prácticamente diezmado, a pesar de ello, logran mantenerse entre los mejores del campeonato, pero el bote no pudo más y naufragó en 1957, tras un año en segunda división volvieron a la pelea en primera división en 1959.
Para 1961 el Orión se transformó en una Sociedad Anónima y adquirieron a base de un fuerte contenido económico a algunos de los mejores jugadores del país para formar un cuadro competitivo y que fuera el primer equipo profesional del país, la idea no obstante, también se vino abajo sin rendir los frutos esperados. Tan solo siete años después en 1968 cayó a la segunda categoría.
Orión F.C. bajó a la Tercera División de Costa Rica (CONAFA) en 1978. Después, el 15 de febrero de 1998, un empate insuficiente con La Francia de Siquirres (3-3) en la cancha de El Cairo de Siquirres le descendió a Tercera División de la ANAFA. Ese fue justo el momento en que su presidente Manolo Gómez Mora decidió arriar la bandera de un histórico del balompié y Orión F.C. “desapareció” como club de fútbol.

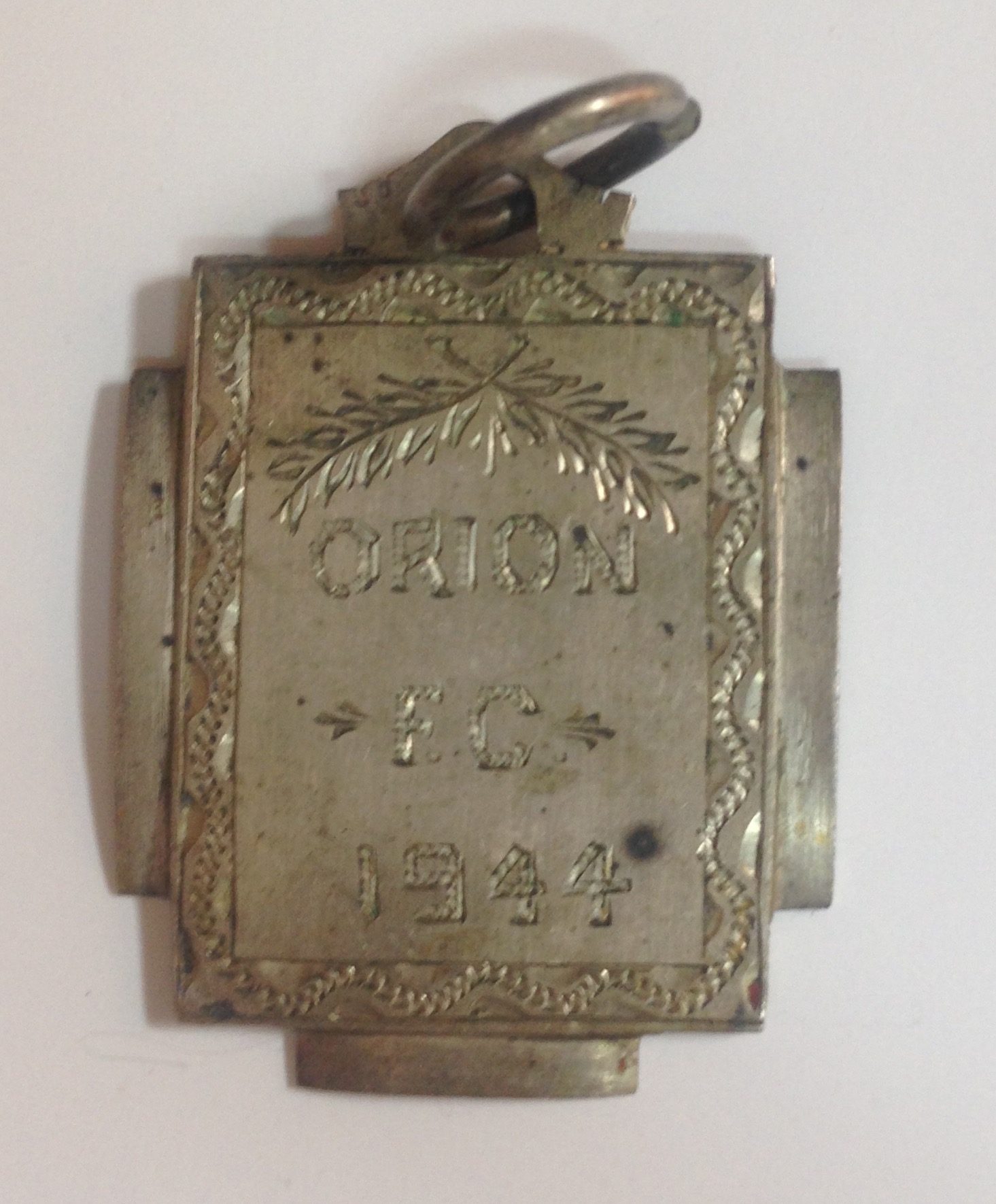
Medalla otorgado en el año 1944

El Orión F.C. reapareció como Orión F.C. SAD, en la campaña 2006-2007, luego de que se gestara un proyecto impulsado por su actual presidente, Juan Luis Hernández; el club obtuvo el derecho a participar en la Liga de Ascenso (Segunda División), tras adquirir la franquicia de A.D. Puntarenense. El equipo inició la temporada 2009-2010 jugando en el Estadio Municipal de la ciudad de Orotina. Sin embargo, en la temporada 2009-2010 descendió a Primera División de la LINAFA. En enero de 2010 trasladó su sede al Estadio Lito Monge de Curridabat.

### Regreso a la Primera División
En abril de 2011, el entrenador y empresario Juan Luis Hernández, propietario del club orionista, anunció un acuerdo mediante el cual se le permitía administrar la franquicia del Brujas FC durante cinco años, debido a los problemas económicos que arrastraba este equipo por el arresto de Minor Vargas, su principal patrocinador.
De esta forma, Orión F.C. jugó en la Primera División a partir del Torneo de Invierno de 2011, luego de 43 años. De igual forma, el club conserva su franquicia en Primera División de LINAFA para ayudar al desarrollo de sus jugadores jóvenes, para que adquieran experiencia y puedan debutar en el primer equipo en algún momento.
En la temporada de Verano 2012, quedó en último lugar de la tabla acumulada y enfrentó un repechaje o muerte súbita con el subcampeón de Segunda División, la Asociación Deportiva Carmelita, para decidir cuál ocupaba el espacio en la Primera División. Fueron derrotados por marcador global de 4 goles a 2, y perdieron así la categoría.
En la temporada 2012/13 en la Segunda División de Costa Rica continuó su caída libre, ya que nunca abandonó los últimos puestos de la tabla, donde peleó la permanencia ante la Asociación Deportiva Cartagena. Perdió y descendió a la Primera División de LINAFA.
En febrero de 2023 en la Cancha Cocori con marcador Brumas 1- Orión F.C. La Pitahaya 2 con dos goles de Kevin Morales el equipo orionista logró el título de la Tercera División, por segundo año consecutivo. A este título se le añade el campeonato de la Cuarta División de LINAFA, logrado en La Fortuna (San Carlos) ante M. Atenas logrado en el 2022. Desde 2015 ha logrado más de 12 títulos, en todas las categorías, que participan en los torneos de LINAFA.

### Regreso a la Tercera División
En la temporada 2024-2025 vuelve a contar con un equipo en LINAFA o llamada Segunda B, tras adquirir una de las franquicias de esta división por lo que está compitiendo a partir de esta temporada en busca del ascenso a la Segunda División de Costa Rica.

## Datos del club
Temporadas en primera: 38.
Títulos: Campeón nacional en 1938 y 1944 (invicto a dos vueltas), campeón de la Copa Esso en 1938 y monarca relámpago en 1948, 1950, 1951 y 1962.
Jugadores destacados: Hernán Bolaños, Óscar Bolaños, Jesús María "Pato "Araya Soto, Ricardo Saprissa, Antonio "Toño" Hutt, Carlos "Chale" Silva, Alfredo Piedra, Walker Rodríguez, Walter Pearson, Alberto Armijo, Mario Parreaguirre, Elías Valenciano, Miguel Zeledón, Isaac Jiménez, Francisco Zeledón, Rodolfo Butch Muñoz, Jorge Quesada, Leonel Bossa, Ramón Luis Rodríguez, Guido Peña, Álvaro Murillo, Hernán Carboni, Juan Ulloa, Emilio Sagot, Walter Elizondo, Roy Sáenz.
Jugador con más partidos en primera división: Guido Peña con 227.
Goleador histórico: Guido Peña con 108 tantos.
Técnico con más juegos dirigidos en primera: Ricardo Saprissa con 74.
Números en primera división: 610 juegos; 214 triunfos, 128 empates y 268 derrotas; 1188 goles anotados y 1269 recibidos.
Debut en primera división: 1 de junio de 1930 ante Alajuelense (2-3) en el estadio Nacional.
Primer gol en primera división: Hernán Bolaños, el 1 de junio de 1930.
Jugador más veces seleccionado: Emilio Sagot con 14 choques clase A entre 1963 y 1965.

## Uniforme
- Uniforme titular: Camiseta a rayas roja y azul, pantalón azul, medias azules.
- Uniforme alternativo: Camiseta blanca, pantalón blanco, medias blancas.

## Jugadores

### Jugadores históricos
- Ricardo Saprissa Aymá
- Hernán Bolaños
- Guido Peña
- Alfredo Piedra
- Juan Ulloa
- Alberto Armijo
- José Rafael Aguilar

## Estadio
El equipo ha utilizado muchas las sedes en la historia el Estadio Nacional, el Estadio Municipal de Orotina, el Estadio Lito Monge, en su último paso por la Primera División, el Orión F.C. utilizó el Estadio Cuty Monge y el Estadio Hermanos Umaña Parra en la comunidad de San Marcos de Tarrazú perteneciente a la municipalidad de Tarrazú. Después utilizó el Estadio José Joaquín "Quincho" Barquero en Paraíso. Actualmente disputa sus partidos en la cancha del barrio La Pitahaya, en el cantón central de Cartago.

## Palmarés

### Torneos de Liga
- Campeón Primera División de Costa Rica (2): 1938, 1944.
- Subcampeón Primera División de Costa Rica (7): 1931, 1932, 1940, 1945, 1949, 1951, 1964.
- Campeón Segunda División de Costa Rica (4): 1929,1938, 1941, 1958
- Campeón Tercera División de Costa Rica (4): 1928, 1941, 1945, 1951
- Campeón de Tercera División Región de Cartago (1): 2022.[19][20]
- Campeón nacional u20 de linafa (2021-2022)

### Torneos de Copa
- Campeón Torneo de Copa (1): Copa Esso 1938
- Subcampeón Torneo de Copa (4): 1928, 1934, 1935 y 1955
- Campeón Torneo Relámpago (4): 1948, 1950, 1951, 1962